# Emam Dasht
Emam Dasht (em persa: امام دشت, também romanizada como Emām Dasht) é uma aldeia do distrito rural de Langarud, no condado de Abbasabad, da província de Mazandaran, Irã.
No censo de 2006, sua população era de 122 habitantes, em 34 famílias.